# Eneli
Eneli (настоящее имя Иляна-Мария Попеску, рум. Ileana-Maria Popescu, род. 1995, Тыргу-Жиу) — румынская певица.

## Биография
Иляна-Мария Попеску родилась в румынском городе Тыргу-Жиу в 1995 году. В возрасте пяти лет она начала петь в церковном хоре. В 2013 году записала кавер-версию песни Джесси Джей «Who You Are». Училась в Школе народного искусства в Тыргу-Жиу и в Бухарестском университете. Написала текст совместной с Vanotek песни 2017 года «Tell Me Who». В 2020 году выпустила совместный с Monoir трек «3 to 1».

## Дискография
| Название                             | Год  | Позиции  | Позиции  | Позиции | Позиции | Позиции | Позиции | Позиции |
| Название                             | Год  | Болгария | Германия | Россия  | Румыния | Турция  | Украина | США     |
| ------------------------------------ | ---- | -------- | -------- | ------- | ------- | ------- | ------- | ------- |
| «Wrong or Right» (feat. Manuel Riva) | 2015 | —        | —        | —       | —       | —       | —       | —       |
| «Mhm Mhm» (feat. Manuel Riva)        | 2016 | 1        | 66       | 538     | 3       | —       | —       | 25      |
| «We Are One» (feat. Manuel Riva)     | 2016 | —        | —        | —       | —       | —       | —       | —       |
| «Stay» (feat. Sky Dance)             | 2017 | —        | —        | —       | —       | —       | —       | —       |
| «Tell Me Who» (feat. Vanotek)        | 2017 | —        | —        | 2       | 2       | —       | 7       | —       |
| «No Saint» (feat. Consoul Trainin)   | 2017 | —        | —        | —       | —       | —       | —       | —       |
| «Save Me» (feat. Mahmut Orhan)       | 2017 | 6        | —        | —       | —       | 9       | —       | —       |
| «Cold»                               | 2017 | —        | —        | —       | —       | —       | —       | —       |
| «Back to Me» (feat. Vanotek)         | 2017 | —        | —        | 5       | 1       | —       | —       | —       |
| «Tara» (feat. Vanotek)               | 2017 | —        | —        | —       | —       | —       | —       | —       |
| «Follow Me»                          | 2018 | —        | —        | —       | —       | —       | —       | —       |
| «Nowhere» (feat. Tobi Ibitoye)       | 2019 | —        | —        | —       | —       | —       | —       | —       |
| «Out of my mind» (feat. naBBoo)      | 2019 | —        | —        | —       | —       | —       | —       | —       |